# Hymenophyllum contractile
Hymenophyllum contractile là một loài thực vật có mạch trong họ Hymenophyllaceae. Loài này được Sodiro miêu tả khoa học đầu tiên năm 1892.